# Giovanni Ricciardi (pittore)
Giovanni Ricciardi (Castellammare di Stabia, 14 giugno 1977) è un pittore e scultore italiano.

## Biografia
Inizia la sua attività espositiva a Napoli dal 1995, sono gli anni in cui frequenta l'accademia di Belle Arti, luogo di incontro/scontro di idee, progetti, concretizzati in un momento di grosso fermento e sperimentazione artistica. Espone successivamente in sedi istituzionali di rilievo in Italia e all'estero tra cui: Napoli Museo Nazionale, Museo Pietrarsa, Convitto Nazionale), Milano (Fondazione Stelline, gallerie private), Roma (Palazzo delle Esposizioni), Iraq (Accademia irachena di Baghdad), Parigi, Tokyo (Museum of Modern Art di Saitama), Boston, Santiago del Cile, Istanbul. Nel 2008 Espone in una mostra tenuta al Castel dell'Ovo più di cinquanta opere tra quelle dei suoi primi dieci anni di ricerca pittorica.
Molto giovane, nel 1998 è invitato da Alik Cavaliere ad esporre alla Fondazione Stelline di Milano. Viene in contatto con Emilio Tadini, Enrico Baj, incontra così tutti quelli che sono gli ultimi maestri di un ineguagliabile periodo artistico e intellettuale italiano. A Baghdad nel 2002 presso l'università Irachena delle belle arti, lancia il primo atto del suo progetto “Steady Link Project”, un insieme di performance e installazioni. La sua prima personale arriva nel 2003 “L'inganno dei Sensi” alla galleria Ma di Napoli. Si interessa e scrive di saggistica e sociologia dell'arte. Nel 2003 gli viene affidata la direzione artistica di “Mare dei Popoli”, periodico di ricerca estetica e cultura dei popoli arabo-islamici, pubblicato a Napoli (Edizioni Ritualia). 
Nel 2001 si accosta alla Patafisica, partecipando a "Patafluens"(Casalmaggiore), incontro internazionale di Patafisica, a quel tempo ancora sotto l'alta direzione di Enrico Baj. Viene in contatto con il Collège de 'Pataphysique a Parigi dove si reca costantemente. Nel 2007 gli viene conferita la nomina di Patafisico dall'Istitutum Pataphysicum Partenopeo di Napoli. L'8 dicembre 2008 a Milano, fonda insieme ad un gruppo di artisti, l'Autoclave di Estrazioni Patafisiche, nuovo centro studi patadiagnostici mediolanensi, di cui viene eletto Reggente Patastrofico, riceve le importanti nomine dal Collège de Pataphysique, quale Enfiteuta Propagatore del Collège e Commendatore Squisito dell'Ordine della Grande Giduglia, l'ordine ufficiale francese che ha visto insignite nella storia personalità come Marcel Duchamp, Joan Mirò, Juan Gris, Pablo Picasso. Nel 2013 realizza Patakosmos, un progetto on-line di divulgazione scientifica sulla patafisica a cui prendono parte tutti gli istituti e i patafisici del mondo.